# Мандзак Іван Антонович
Іван Антонович Мандзак — український науковець, мовознавець, фахівець з французької мови
Народився 6 січня 1945 у м. Нансі (Франція). З 1960 р. проживає в Україні.
Доцент кафедри французької філології Львівського національного університету ім. I. Франка.
Освіта: факультет іноземних мов Львівського державного університету ім. І. Франка. Кандидатська дисертація на тему «Метафоричні словосполучення N de N з вираженням кількості та\або інтенсивності ознаки у сучасній французькій мові» (Московський державний університет ім. М. Ломоносова).
Сфера наукових зацікавлень: лексикологія (семантика), синтагматика,   метафоричні сполучення слів.
Автор підручника з французької мови (2005, з міністерським грифом), 2-х навчальних посібників, 7-ми методичних вказівок, 8-ми збірників тестових завдань для вступників до вищих навчальних закладів (у співавторстві).
Автор 20-ти наукових статей на такі теми, як семантика, метафора, синтагматика, словосполучення, переклад. 
Член журі Премії імені Григорія Сковороди.

## Виноски
1. ↑  Архівована копія. Архів оригіналу за 21 листопада 2010. Процитовано 18 жовтня 2010.{{cite web}}:  Обслуговування CS1: Сторінки з текстом «archived copy» як значення параметру title (посилання)